# حافلة

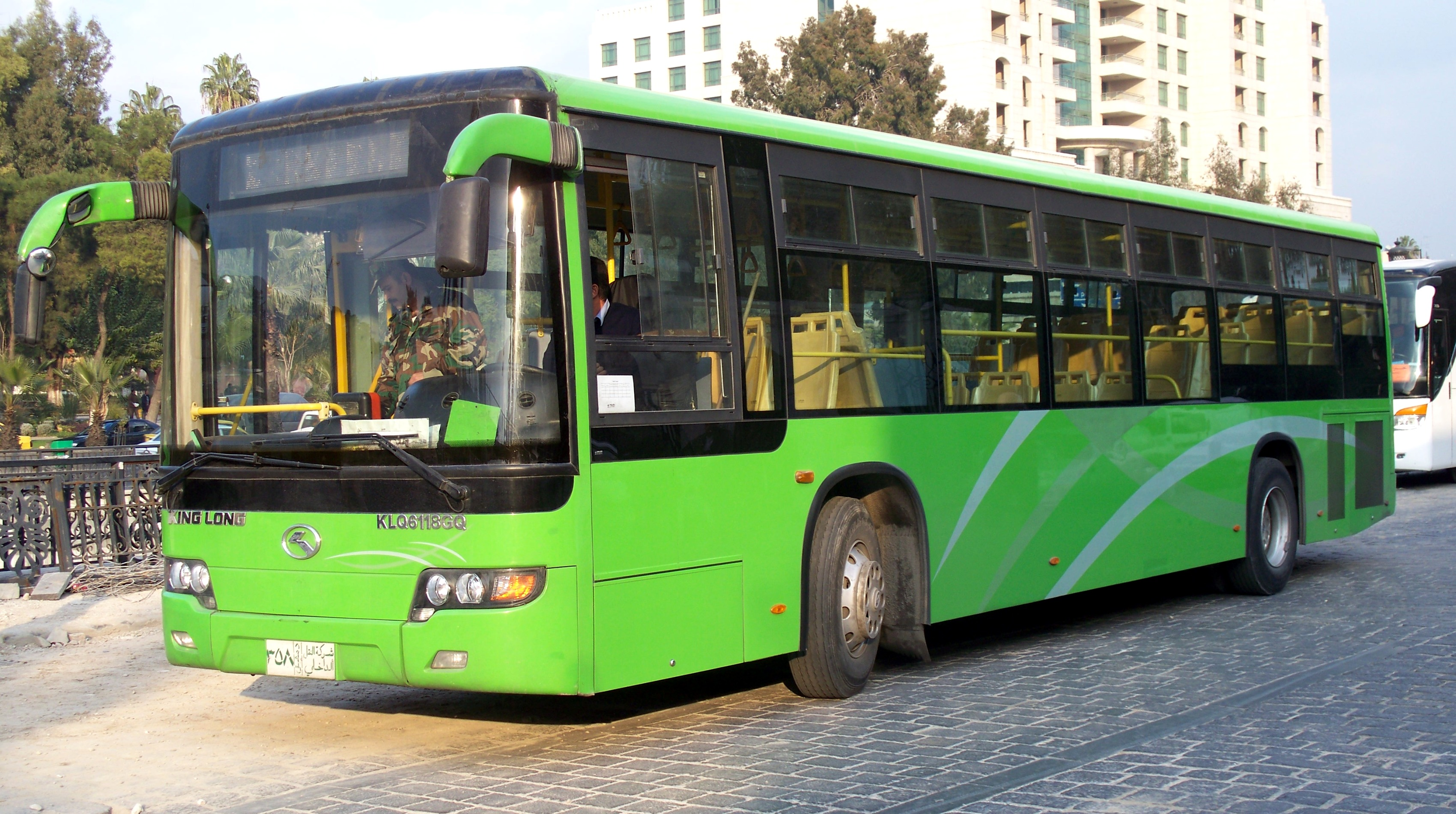
حافلة نقل عام في دمشق.

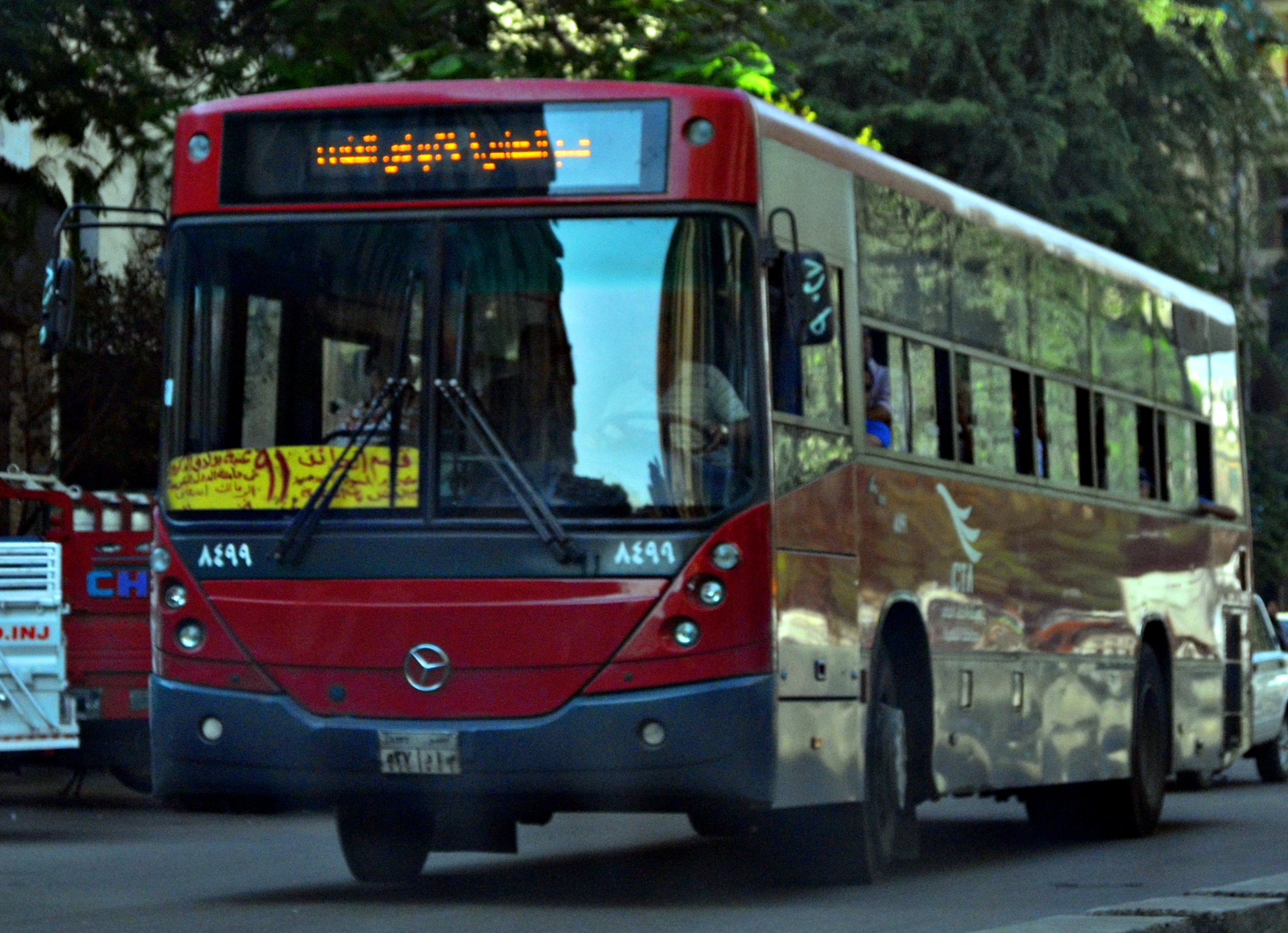
حافلة نقل عام في القاهرة.

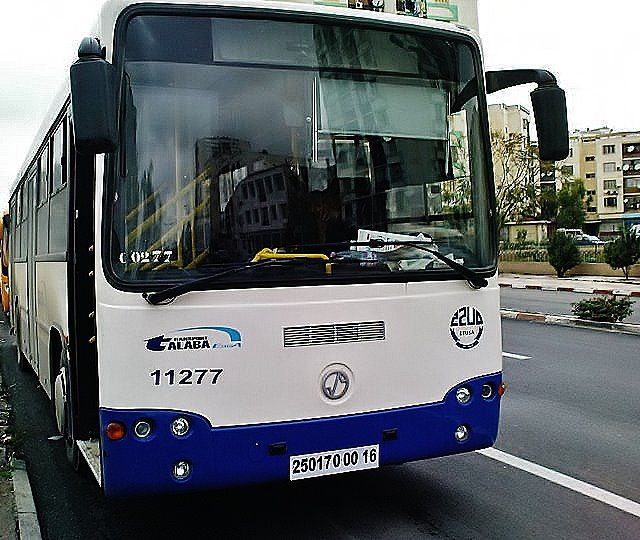
حافلة نقل عام في الجزائر.

الحافلة (الجمع: حَافِلَات، حَوَافِل) هي وسيلة نقل للركاب. تصمم شركات مصانع الحافلات انتاجها من الحافلات بأحجام مختلفة، وذلك تبعا لعدد الركاب الذي تحمله. فتحتوي بعض الحافلات على عدد قليل من المقاعد التي تكفي لجلوس ثمانية ركاب فقـط، وتسمى حافلة صغيرة، أما الحفلات الكبيرة التي يغلب استخدامها في المدن فهي تتسع لأكثر من 40 راكب وراكبة ؛ وقد يصل عدد الركاب إلى 70 راكبا، مع متسعٍ لوقوف عدد آخر من الركاب.
تسير معظم الحافلات بزيت الديزل أو البنزين. وتسير بعض الحافلات التي تعرف بالترولي بالكهرباء التي تؤخذ من أسلاك علوية فوق المركبة. وبعض الحافلات ذات مفاصل مترابطة، أي أنها تحتوي على قسمين متصلين بغطاء مرن.

## تاريخ
كانت أولى الحافلات تجرها الخيول. في أوائل القرن التاسع عشر الميلادي أصبحت هذه المركبات تعرف بالحافلات العمومية، وفي بريطانيا بدأت خدمات الحافلات التي تجرها الخيول في العشرينيات من القرن التاسع عشر الميلادي.
في الثمانينيات من القرن التاسع عشر الميلادي اخترعت في الولايات المتحدة الأمريكية عربات القطار الكهربائي، وهي مركبات من نوع الحافلة تسير على قضبان السكك الحديدية. وقد أصبحت هذه العربات تعرف في أقطار أخرى بالترام. ظهرت الحافلات التي تعمل بآلات الاحتراق الداخلي لأول مرة في التسعينيات من القرن التاسع عشر الميلادي. بدأ استخدام الحافلة الكهربائية (التروللي) في إنجلترا منذ عام 1911، أما الحافلات المؤلفة من الطابق الواحد والطابقين والتي تسير بالمحرك فقد أصبحت شائعة الاستعمال منذ الخمسينيات من القرن العشرين الميلادي. لم يكن السفر بالحافلة مريحًا في البداية بسبب الطرق الوعرة والإطارات القاسية التي كانت الحافلات تستخدمها. ولكن منذ مطلع القرن العشرين الميلادي أصبحت الحافلات أكثر راحة نظرًا لوجود الطرق الجيدة واستخدام الإطارات المملوءة بالهواء.
أخذت خدمات الحافلة في الأقطار الصناعية في التراجع في الخمسينيات من القرن العشرين الميلادي، وذلك بسبب قيام كثير من الناس باقتناء سيارات خاصة. ومع ذلك تنقل الحافلات العاملة بين المدن عددًا أكبر من المسافرين في الوقت الحاضر. أعادت بعض شركات الحافلات العاملة في المدينة تسيير عربات الحافلة الكهربائية (الترام) لمقاومة التلوث الهوائي وازدحام المرور. تسعى شركات الحافلات أحيانًا إلى تخفيض أجرة الحافلة، كي يصبح النقل العام أكثر شعبية لدى المسافرين.

## شركات بناء الحافلات
أفريقيا
- الجزائر : الشركة الوطنية للعربات الصناعية

أمريكا
- الولايات المتحدة : دايملر.

آسيا
- اليابان: ميتسوبيشي.

أوروبا
- ألمانيا: باصات مرسيدس بنز.

## أمثلة على استعمالات الحافلات
- الحافلة الترددية
- الحافلة المدرسية
- الحافلة السياحية